# Idionyx philippa
Idionyx philippa är en trollsländeart som beskrevs av Friedrich Ris 1912. Idionyx philippa ingår i släktet Idionyx och familjen skimmertrollsländor. IUCN kategoriserar arten globalt som livskraftig. Inga underarter finns listade i Catalogue of Life.